# Lycaena extensaconjuncta
Lycaena extensaconjuncta är en fjärilsart som beskrevs av Tutt 1906. Lycaena extensaconjuncta ingår i släktet Lycaena och familjen juvelvingar. Inga underarter finns listade i Catalogue of Life.